# Endromopoda arundinator
Endromopoda arundinator är en stekelart som först beskrevs av Fabricius 1804.  Endromopoda arundinator ingår i släktet Endromopoda och familjen brokparasitsteklar. Arten är reproducerande i Sverige. Inga underarter finns listade i Catalogue of Life.